# L'Invention de Morel (roman)
Pour les articles homonymes, voir L'Invention de Morel.
L'Invention de Morel (en espagnol : La invención de Morel) est un roman de l'écrivain argentin Adolfo Bioy Casares paru en 1940.

## Résumé
Dans ce classique de la littérature fantastique du XXe siècle, le narrateur se retrouve réfugié sur une île qu'il croit déserte, mais qui s'avère peuplée de personnages avec lesquels aucune communication n'est étrangement possible alors que chaque semaine se répètent les mêmes scènes avec une absolue régularité...

## Adaptations et influences
- Il est souvent dit que ce roman aurait inspiré le film d'Alain Resnais, L'Année dernière à Marienbad[2]. Mais lui-même et le scénariste Alain Robbe-Grillet le démentent dans une interview donné à André S. Labarthe  et Jacques Rivette aux Cahiers du cinéma[3]
- Le roman a été adapté pour la télévision française en 1967 par le réalisateur Claude-Jean Bonnardot[4] et au cinéma en 1974 par Emidio Greco, L'Invenzione di Morel.
- L'intrigue du roman Le Cratère des immortels (1967), 83e tome de la série Bob Morane écrite par Henri Vernes, reprend le principe de l'invention.
- Le roman est une des inspirations du premier tome des cités obscures, Les Murailles de Samaris (1982), par François Schuiten et Benoit Peeters.
- Le synopsis du film des Frères Quay, L'Accordeur de tremblements de terre (2005), rappelle singulièrement cette histoire.
- Le roman a été adapté en bande dessinée, en 2007, par le dessinateur Jean-Pierre Mourey[5],[6].
- Il a aussi influencé la série télévisée Lost : Les Disparus[7].